# Ben Cline
Benjamin Lee Cline, detto Ben (Stillwater, 29 febbraio 1972) è un politico statunitense, membro della Camera dei Rappresentanti per lo stato della Virginia.

## Biografia
Nato nell'Oklahoma, Cline crebbe in Virginia. Dopo aver frequentato il Bates College e l'Università di Richmond, Cline lavorò come avvocato e consulente legale. Fu inoltre capo di gabinetto del deputato Bob Goodlatte.
Entrato in politica con il Partito Repubblicano, nel 2002 ottenne un seggio all'interno della Camera dei delegati della Virginia, dove restò per i successivi sedici anni.
Nel 2018, quando Goodlatte annunciò il proprio pensionamento, Cline concorse per il suo seggio alla Camera dei Rappresentanti e riuscì a farsi eleggere, approdando così al Congresso.